# Chemin de fer Montréal et Bytown
Le Chemin de fer de Montréal et Bytown (en anglais Montreal and Brytown Railway) est un projet de voie ferrée entre Montréal et Bytown (ancien nom d'Ottawa) au Canada. C'est également le nom de la société canadienne de chemin de fer promoteur de cette entreprise. Projeté en août 1853, la société met en service le tronçon de Carillon à Grenville en 1854 avant d'être déclarée insolvable en 1858. Elle est acquise par la compagnie du Chemin de fer Carillon et Grenville en 1859.